# Петерс, Георгий Борисович
Георгий Борисович Петерс (24 июня 1897, Москва — 18 мая 1978, там же) — советский военачальник. Командовал дивизиями в Великой Отечественной войне.  Герой Советского Союза (5.05.1945). Гвардии генерал-майор (1.09.1943).

## Биография

### Ранние годы
Георгий Борисович Петерс родился 24 июня 1897 года в Москве. Происходил из дворян, но в анкетах советского периода в графе «Происхождение» писал «из семьи служащих». Русский.
Его отец, Борис Августович Петерс, был инженером-электриком. Увлекался марксизмом, активно участвовал в революционном движении, был одним из участников революции 1905 года. Был арестован и сослан навечно в Туруханский край, откуда сумел бежать. С 1906 года в эмиграции во Францию, куда вслед за ним выехала и семья. В 1913 году по амнистии в связи с 300-летием дома Романовых Петерсу-старшему с женой и сыном разрешили вернуться в Россию под гласный надзор полиции. Георгий Петерс поступил во французское реальное училище Филиппа Нейрииского в Москве, которое окончил в 1916 году.

### На фронтах Первой мировой и Гражданской и Советско-польской войн
В сентябре 1916 года Г. Б. Петерс  вольноопределяющимся поступил на службу в Русскую императорскую армию. Направлен в 56-й запасной гренадерский полк (Москва), где окончил учебную команду в ноябре этого года и был произведён в младшие унтер офицеры. С декабря 1916 года воевал в составе 269-го Новоржевского пехотного полка 68-й пехотной дивизии на Румынском фронте. В декабре 1917 года был демобилизован из армии.
Приехал в Москву, служил командиром отряда продовольственной милиции.
С сентября 1918 года — в Красной Армии. Окончил Первые Советские военные электро-технические курсы в Сергиевом Посаде в марте 1919 года. С марта 1919 года — на фронтах Гражданской войны, командир взвода инженерного запасного батальона 8-й армии Юго-Восточного фронта. С июня 1919 — командир взвода сапёрной роты и заведующий сапёрным классом 12-й стрелковой дивизии. С сентября 1919 года служил в 35-й отдельной сапёрной роте помощником командира и командиром этой роты (также в составе 12-й стрелковой дивизии). Воевал на Южном фронте против войск генералов А. И. Деникина, К. К. Мамонтова и А. Г. Шкуро. Был контужен в бою у Лисичанска в декабре 1919 года. В апреле 1920 года дивизия была передана в состав 4-й армии и переброшена на Западный фронт. Во время советско-польской войны в августе 1920 года под местечком Мышенцом краском Г. Б. Петерс был ранен в ногу. Части 4-й армии были оттеснены перешедшими в контрнаступление поляками к границе Восточной Пруссии и перейдя её, были интернированы. В декабре 1920 года был возвращён в РСФСР.
В 1919-1920 годах служил при  «поезде Троцкого».
С марта 1921 года сражался помощником командира 28-го отдельного инженерного батальона, затем заведующим хозяйством этого батальона 83-й стрелковой бригады 28-й стрелковой дивизии 11-й армии на Кавказском фронте. С ноября 1921 года — сотрудник для поручений при дивизионном инженере этой дивизии. В том же году участвовал в ликвидации банды Расулова в районе Астары.

### Межвоенный период
С февраля 1922 года — заведующий сапёрным классом по подготовке младшего комсостава 17-й стрелковой дивизии Московского военного округа (Рязань), а в октябре того же года сам командирован на учёбу во 2-ю Московскую военно-инженерную школу имени 3-го Коминтерна (вскоре вошла в состав курсов «Выстрел»), которую успешно окончил в 1924 году.
С июня 1924 года по август 1926 года Г. Б. Петерс — заведующий сапёрным классом 2-го отдельного сапёрного батальона 2-го стрелкового корпуса в Москве. Затем была учёба в Военной академии РККА имени М. В. Фрунзе, по окончании которой в июне 1929 года он получил назначение на должность командира роты 1-го железнодорожного полка Ленинградского военного округа (г. Ораниенбаум).
В апреле 1930 года его назначают на должность военного коменданта 3ападного комендантского управления 1-го района Московско-Белорусско-Балтийской железной дороги (МББЖД). В октябре 1930 года вновь направлен на учёбу, в 1931 году окончил курсы по подготовке старших инструкторов ПВО в Ленинграде. После их окончания, в январе 1931 года назначен старшим помощником представителя Наркомвоенмора на МББЖД.
С июня по август 1932 года Г. Б. Петерс учился на курсах усовершенствования высшего командного и начальствующего состава Красной Армии при военно-транспортном факультете Ленинградского института инженеров путей сообщения, по окончании которых в июне 1934 года назначен начальником военно-транспортной службы Рязано-Уральской железной дороги (Самара), но уже 31.07.1934 года приказом[кого?] за № 0424 назначен командиром 23-го отдельного эксплуатационного железнодорожного полка Среднеазиатского военного округа (г. Каган).
Сталинские репрессии не обошли Георгия Борисовича стороной. В июне 1938 года он был арестован, 9 июля уволен из РККА, но следователи от него ничего не добились. В 1939 году, уже после расстрела Ежова, Г. Б. Петерс был полностью реабилитирован, восстановлен в звании. До войны работал военным преподавателем и начальником военной кафедры Московского института механизации и электрификации социалистического сельского хозяйства и по совместительству преподавателем кафедры военных дисциплин Московского института рыбной промышленности.

### На фронтах Великой Отечественной войны
2 июля 1941 года полковник Г. Б. Петерс вернулся на службу в Красную Армию и был назначен старшим помощником начальника отдела, а вскоре — начальником штаба инженерных войск 33-й армии, которая спешно формировалась в составе Можайской линии обороны и Резервного фронта, одновременно строя Ржевско-Вяземский оборонительный рубеж. В начале октября 1941 года армия вступила в бой в ходе битвы за Москву, обороняясь на рубеже реки Нары и под Наро-Фоминском. В ходе Ржевско-Вяземской операции (1942) в марте 1942 года был тяжело ранен в бою в окружении на реке Угра и по личному распоряжению командующего 33-й армей генерал-лейтенанта М. Г. Ефремова самолётом эвакуирован через линию фронта в армейский госпиталь на станции Износки.
После излечения в августе 1942 года был Г. Б. Петерс назначен заместителем командира 222-й стрелковой дивизии 33-й армии Западного фронта, с 1 сентября исполнял должность командира этой дивизии. 16 ноября того же года переведён на должность командира 110-й стрелковой дивизии в той же армии. За умелое руководство соединением в кровопролитных сражениях Ржевской битвы был награждён орденом Красного Знамени (вторым по счёту), а за освобождение города Вязьмы и 186-ти иных населённых пунктов в ходе Ржевско-Вяземской наступательной операции (1943) его дивизия приказом наркома обороны СССР от 10 апреля 1943 года получила гвардейское звание и была преобразована в 84-ю гвардейскую стрелковую дивизию.
В мае 1943 года дивизию передали в 11-ю гвардейскую армию Западного фронта (в конце июля вся армия передана на Брянский фронт), в составе которое дивизия вновь отличилась в ходе Орловской наступательной операции. За освобождение города Карачева дивизии было присвоено почётное наименование «Карачевская» (15.08.1943), а полковнику Г. Б. Петерсу вскоре было присвоено воинское звание «гвардии генерал-майор».
В дальнейшем генерал Петерс со своей дивизией участвовал в Брянской, Городокской, Витебской, Витебско-Оршанской, Вильнюсской и Каунасской наступательных операциях. В ходе их прошёл славный боевой путь до границ Восточной Пруссии, освобождая Брянщину, Белоруссию и Литву. В декабре 1943 года его 84-я гвардейская стрелковая дивизия была награждена орденом Суворова, а за форсирование Немана в июле 1944 года — орденом Красного Знамени (12.08.1944). Сам Петерс трижды удостаивался высоких правительственных наград (ордена Красного Знамени, Суворова 2-й степени и Кутузова 2-й степени). В боях за плацдарм на правом берегу реки Неман 24 июля 1944 года комдив был ранен в голову, но остался в строю. Он продолжал командовать соединением до конца октября 1944 года, когда в ходе Гумбиннен-Гольдапской операции он был тяжело контужен и эвакуирован в госпиталь.
После двухмесячного пребывания на излечении гвардии генерал-майор Г. Б. Петерс вернулся в действующую армию и в декабре 1944 года принял под командование 5-ю гвардейскую стрелковую дивизию в 36-м гвардейском стрелковом корпусе 11-й гвардейской армии (3-й Белорусский фронт).
Командир 5-й гвардейской стрелковой дивизии гвардии генерал-майор Г. Б. Петерс особо отличился в Восточно-Прусской стратегической наступательной операции, отличился в штурме города-крепости Кёнигсберг. Во время Инстербургско-Кёнигсбергской фронтовой операции его дивизия была введена в бой в январе 1945 года после 100-километрового форсированного марша и успешно прорвала мощные рубежи Инстерсбургского укреплённого района. Решительно преследуя противника и не обращая внимания на свои открытые фланги, бойцы дивизии с ходу форсировали реку Прегель в районе города Велау, сорвав замысел немецкого командование остановить советское наступление на этом заранее подготовленном к обороне рубеже. Во время штурма Кёнигсберга дивизия Петерса первой ворвалась в южную часть города, ещё раз форсировала Прегель в черте города и тем самым открыла путь основными силам армии в восточную часть города-крепости. Эти успехи во-много способствовали быстрой капитуляции гарнизона. За эти подвиги представлен к присвоению звания Героя 14 апреля 1945 года.
Звание Герой Советского Союза присвоено указом Президиума Верховного Совета СССР от 5 мая 1945 года с вручением ордена Ленина и медали «Золотая Звезда» (№ 5373).
В завершающий месяц войны, в апреле 1945 года участвовал в Земландской наступательной операции. Он умело управлял дивизией при штурме военно-морской крепости Пиллау (ныне Балтийск), форсировании пролива Зеетиф и боем на косе Фришес-Нерунг.
.

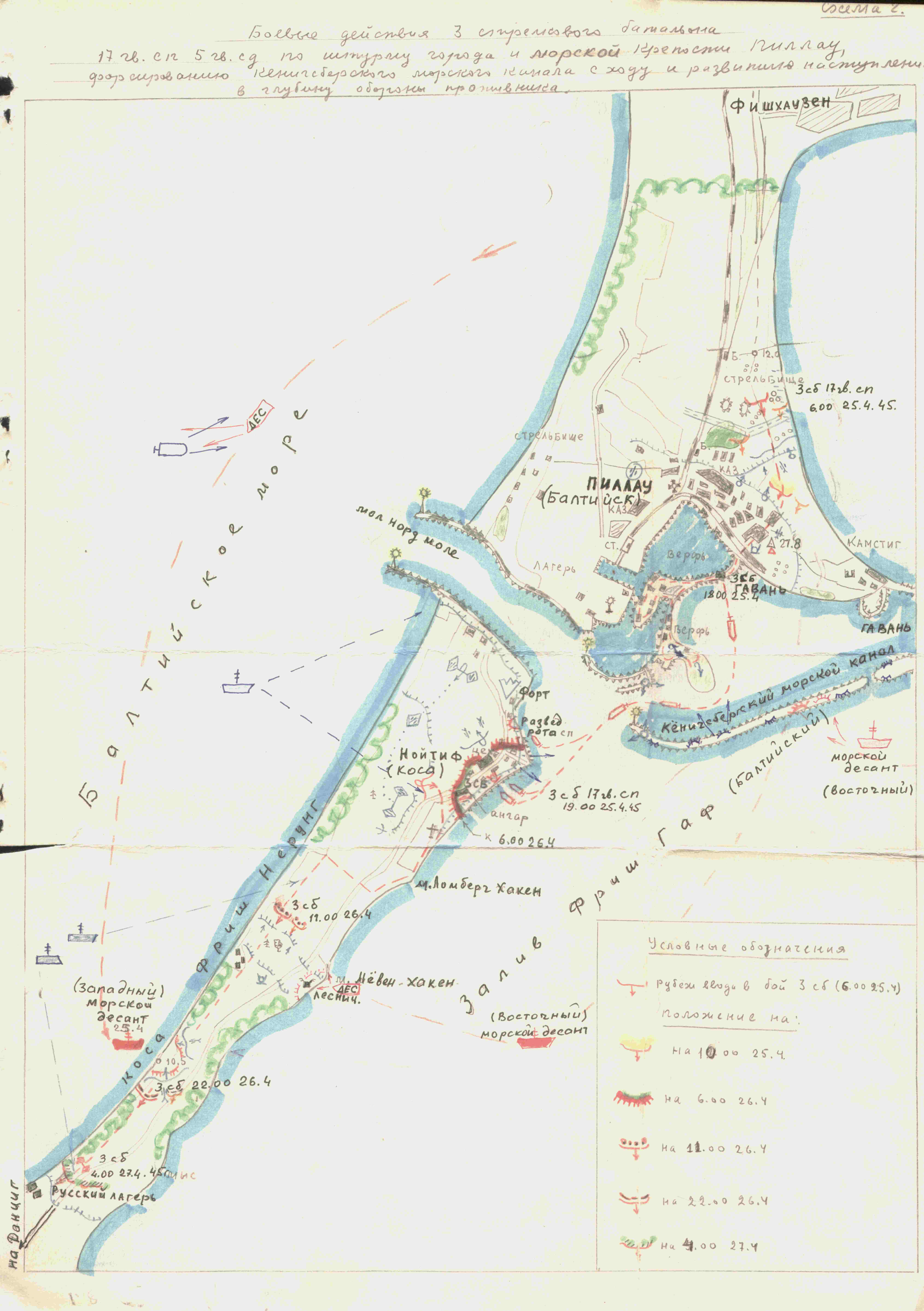
Боевые действия 3-го сб 17 гв. сп 5 гв. сд (комбат А.Дорофеев) в штурме Пиллау (Балтийск), при форсировании пролива Зеетиф и при высадке десанта на косу Фрише-Нерунг с захватом и удержанием плацдарма на этой косе

С 18 часов 25 апреля 1945 года передовой отряд 17-го гвардейского стрелкового полка в составе разведчиков полка, 7-й стрелковой роты старшего лейтенанта С. Я. Нехаенко, миномётного взвода младшего лейтенанта А. И. Суворова, расчётов станковых пулемётов и 45-миллиметровых пушек на автомобилях-амфибиях под командованием командира 3-го стрелкового батальона гвардии майора А. В. Дорофеева и его заместителя по политической части старшего лейтенанта В. Н. Панкратова форсировал пролив Зеетиф, соединяющий Балтийское море с заливом Фришес-Хафф и высадился на косе Фрише-Нерунг. Батальон А. В. Дорофеева захватил на косе плацдарм, отразил две контратаки противника, и обеспечил успешную высадку второго эшелона батальона под командованием Чугуевского Л. З., отбил третью, четвёртую и пятую контратаки, пленил около 480 немцев и обеспечил высадку остальных десантов 17-го гвардейского стрелкового полка гвардии подполковника Бангузова А. И. и высадку 26 апреля 1945 года главных сил 5-й гвардейской стрелковой дивизии генерала Петерса Г. Б. С утра 27 апреля комдив Петерс по понтонному мосту переправил тяжёлую технику и организовал преследование, разгром и пленение крупной группировки врага (более 6000 человек).
За мужество и отвагу, проявленные при форсировании пролива Зеетиф, высадке десанта на косу Фрише-Нерунг 17-ти гвардейцам 5-й гвардейской стрелковой дивизии было присвоено звание Герой Советского Союза, в том числе двенадцати из 17-го гв. стрелкового полка Бангузова А. И., из них восьмерым из 3-го стрелкового батальона гвардии майора Дорофеева А. В.: гв. рядовой Гаврилов, Михаил Иванович — стрелок; — гв. младший сержант Дёмин, Николай Николаевич — наводчик орудия; — гв. младший сержант Ерёмушкин, Василий Александрович — комсорг батальона; — гв. старший лейтенант Нехаенко, Степан Яковлевич — командир 7-й роты; — гв. старший лейтенант Панкратов, Василий Никитович — заместитель командира батальона по политической части; — гв. младший лейтенант Суворов, Александр Иванович (1914—1951) — командир миномётного взвода; — гв. капитан Чугуевский, Леонид Захарович — заместитель командира батальона; — гв. младший лейтенант Шитиков, Иван Павлович — парторг батальона.
Дивизия за эти сражения была награждена орденом Ленина (17.05.1945).

### После войны
По окончании войны генерал Петерс ещё год командовал той же дивизией, переданной в состав Особого военного округа (Кёнигсберг). С апреля 1946 года — начальник 2-го курса на факультете заочного обучения Военной академии имени М. В. Фрунзе. С сентября 1946 года служил на курсах «Выстрел»: старший преподаватель тактики, с июня 1951 — начальник научно-исследовательского стрелкового-тактического отдела, с декабря 1955 — начальник специальной группы. В августе 1959 года уволен в отставку.
Жил в Москве. Генерал Петерс участвовал в общественной и военно-патриотической работе, был председателем Совета ветеранов 11-й гвардейской армии.

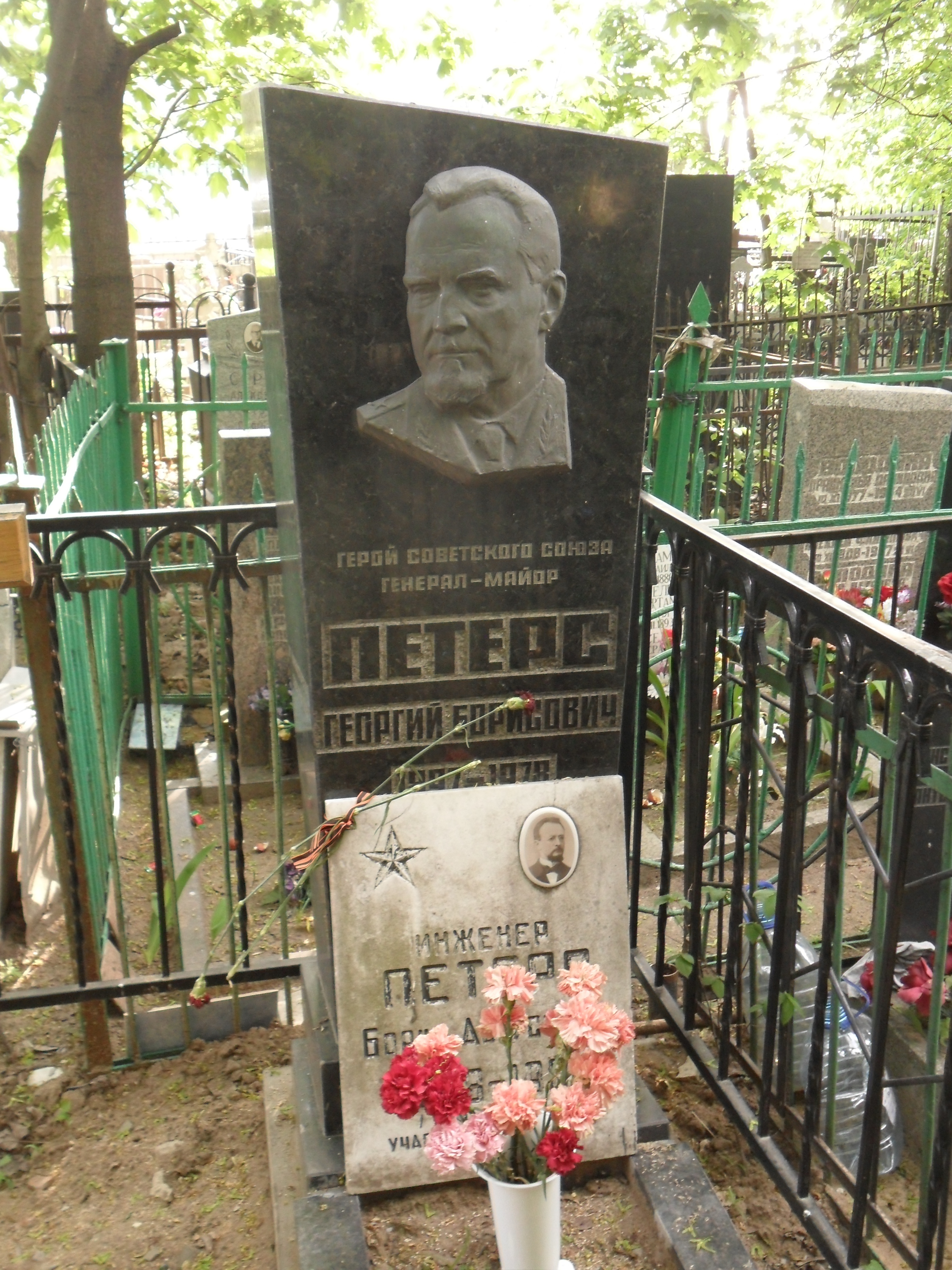
Могила Петерса на Ваганьковском кладбище.

Умер генерал Петерс в Москве 18 мая 1978 года и был похоронен на 4-м участке Ваганьковского кладбища.

## Семья
Георгий Борисович был дважды женат. От брака с Елизаветой Савельевной Петерс (Елизавета Сачаковна Ерганян (Ерганова, Гончеренко), 1903—1989) у него родилось четыре сына и дочь.
Дети: Петерс Борис — геолог, археолог, поэт, писатель; Петерс Владислав — военный журналист, поэт, писатель; Чирвина (Петерс) Наталья — музейный работник, журналист; Петерс Николай — инженер-электрик.

## Память
- Почетный гражданин г. Карачев.
- Имя Героя Советского Союза Г. Б. Петерса высечено золотыми буквами в зале славы Центрального музея Великой Отечественной войны в парке Победы города Москвы.
- Надгробный памятник установлен Министерством обороны СССР на Ваганьковском кладбище в Москве.

## Награды
- Медаль «Золотая Звезда»№ 5373 [7].
- Три ордена Ленина (21.02.1945)[8], 19.04.1945, 5.05.1945[7]).
- Пять орденов Красного Знамени (9.03.1942[9], 12.03.1943[10], 29.02.1944[11], 3.11.1944[8], 1949[8]).
- Орден Суворова II степени (3.07.1944).
- Орден Кутузова II степени (28.08.1943[12]).
- Медаль «В ознаменование 100-летия со дня рождения Владимира Ильича Ленина».
- Медаль «За оборону Москвы».
- Медаль «За Победу над Германией в Великой Отечественной войне 1941-1945 гг.».
- Медаль «20 лет Победы в Великой Отечественной войне 1941-1945 гг.».
- Медаль «Тридцать лет Победы в Великой Отечественной войне 1941-1945 гг.».
- Медаль «За взятие Кёнигсберга».
- Медаль «20 лет Рабоче-Крестьянской Красной Армии».
- Медаль «30 лет Советской Армии и Флота».
- Медаль «40 лет Вооруженных Сил СССР».
- Медаль «50 лет Вооруженных Сил СССР».
- Медаль «В память 800-летия Москвы».

## Список опубликованных работ Г. Б. Петерса
1. Петерс Г. Б. Винтовка образца 1891 года (с плакатом частей винтовки). М. 1928.
2. Петерс Г. Б. Переброска стрелковой дивизии автотранспортом в условиях ПВО. «Военный вестник» № 5, М., 1931. с. 10-18.
3. Петерс Г. Б. Тактическое применение железнодорожной артиллерии. «Военный вестник» № 5, М., 1931. с. 56-59.
4. Петерс Г. Б. Противовоздушная оборона железных дорог. «Военный вестник» № 5, M., 1931. с. 14-17 5. Петерс Г. Б. Противовоздушная оборона войск перевозимых по железной дороге. «Военный вестник» № 5, М., 1931. с. 21-26

1. Петерс Г. Б. Оборона СССР. «Коммунальный работник». № 13., М., 1928, стр. 22.
2. Петерс Г. Б. Как оборудовать тир. «Красный деревообделочник». № 24, М., 1928, стр. 16.
3. Петерс Г. Б. Как электрифицировать плакат винтовки в избе-читальне. «Изба-читальня». № 8, М., 1928, стр. 21-28.
4. Петерс Г. Б. Введение массовой военной пропаганды в деревне. «Изба-читальня». № 10, М., 1928, стр. 19-21.
5. Петерс Г. Б. 3акрепление массовой военной работы на зиму. «Изба-читальня». № 15-16, М., 1928, стр. 50-51.
6. Петерс Г. Б. Надо ли знать современные способы войны? «Красный деревообделочник». № 1, М., 1929, стр. 16.
7. Петерс Г. Б. Как сделать противогаз. «Красный деревообделочник». № 6, М., 1929, стр. 17. 8. Петерс Г. Б. Оборона страны и борьба за урожай. «Изба-читальня». № 10, М., 1929, стр. 43-45.
8. Петерс Г. Б. Набор в военные школы и изба читальня. «Изба-читальня». № 12, М., 1929, стр. 59-62.
9. Петерс Г. Б. Работы избы-читальни по призыву 1907 года. «Изба-читальня». № 15-16, М., 1929, стр. 108—112.
10. Петерс Г. Б. Демобилизованный красноармеец и коллективизация. «Изба-читальня». № 17, М., 1929, стр. 73-76.

1. Петерс Г. Б. Из дневниковых записей гражданской войны. Агарь.
2. Петерс Г. Б. Из дневниковых записей между войнами. Расправа с бандитами. В мирные дни.
3. Петерс Г. Б. Из дневниковых записей Великой Отечественной войны. Наши войска взяли Вязьму (опубликовано в сборнике «От Москвы до Берлина» М. 1966., стр. 286—293). Бой за Карачев (опубликовано в сборнике «От Москвы до Берлина» М., 1966, стр. 363—367). Отвага сапёров. (опубликовано в газете «Ленинское знамя». 17.04.1975, стр. 3).
4. Петерс Г. Б. Из войны. — Москва, 2011. — 190 с.